# Динамов, Сергей Сергеевич
Серге́й Серге́евич Дина́мов (настоящая фамилия Оглодков, 16 сентября 1901, Москва — 16 апреля 1939) — советский литературовед, шекспировед, редактор, пионер советской литературной американистики, партийный работник.

## Биография
Родился в рабочей семье. Работал текстильщиком и литографом. В 1919 году вступил в РКП(б), с 1919 по 1926 год служил в Красной армии. Печатается с 1923 года. Окончил Институт красной профессуры[когда?]

, с 1926 года — аспирант Института языка и литературы РАНИОНа (научный руководитель — В. М. Фриче), затем сотрудник института. Член редколлегии журнала «Литература и марксизм» (1929). Заведующий кафедрой методологии литературы факультета литературы и искусства МГУ (с 1930).
Редактор «Литературной газеты» (1930—1931, 1932—1933), одновременно работал заведующим сектором искусств ЦК ВКП(б) (с 1932).
Работал директором Литературного Института красной профессуры, редактором журнала «Интернациональная литература». Редактор (вместе с А. А. Смирновым) полного собрания сочинений Шекспира в 8 томах («Academia» — Гослитиздат, 1936—1950). Автор множества статей и книг о Шекспире. «Видный знаток западноевропейской литературы и один из крупнейших шекспироведов», — характеризовал его Арлен Блюм.
Значительное внимание в литературоведческом творчестве уделял исследованиям литературы США. Перу Динамова принадлежат многочисленные статьи об Эдгаре По, Джеке Лондоне, Марке Твене, Эрнесте Хемингуэе, Джоне Риде и других американских литераторах.
Значительные заслуги за Динамовым признаются в изучении творчества американского писателя Т. Драйзера. Это признают даже американские литературоведы. Динамов представил Драйзера советскому читателю, он — редактор первого собрания его сочинений. Динамов был первым советским человеком, который вступил в переписку с Драйзером, он же помог американскому писателю совершить поездку в СССР. Рут Кеннел, сопровождавшая Драйзера в СССР, посвятила свою книгу «Теодор Драйзер и Советский Союз» памяти выдающегося советского литературоведа.
Арестован 26 сентября 1938 года. Осужден ВКВС СССР 15 апреля 1939 года по обвинению в участии в контрреволюционной террористической организации. Расстрелян и похоронен на «Коммунарке» (Московская область) 16 апреля 1939 года. Реабилитирован 19 мая 1956 года.